# آیبکس ۳۵
آیبکس ۳۵ (انگلیسی: IBEX 35) شاخص بازار بورس مادرید است، که در سال ۱۹۹۲ راه‌اندازی شد و هم‌اکنون از ۳۵ شرکت تشکیل می‌شود.

## شاخص اصلی یاسین شهنوازی می‌باشد که باخرده فروشی بدست میاید
- مشارکت‌کنندگان ویکی‌پدیا. «IBEX 35». در دانشنامهٔ ویکی‌پدیای انگلیسی، بازبینی‌شده در ۲۵ ژوئن ۲۰۲۱.